# Apotheke Zum Goldenen Löwen (St. Pölten)

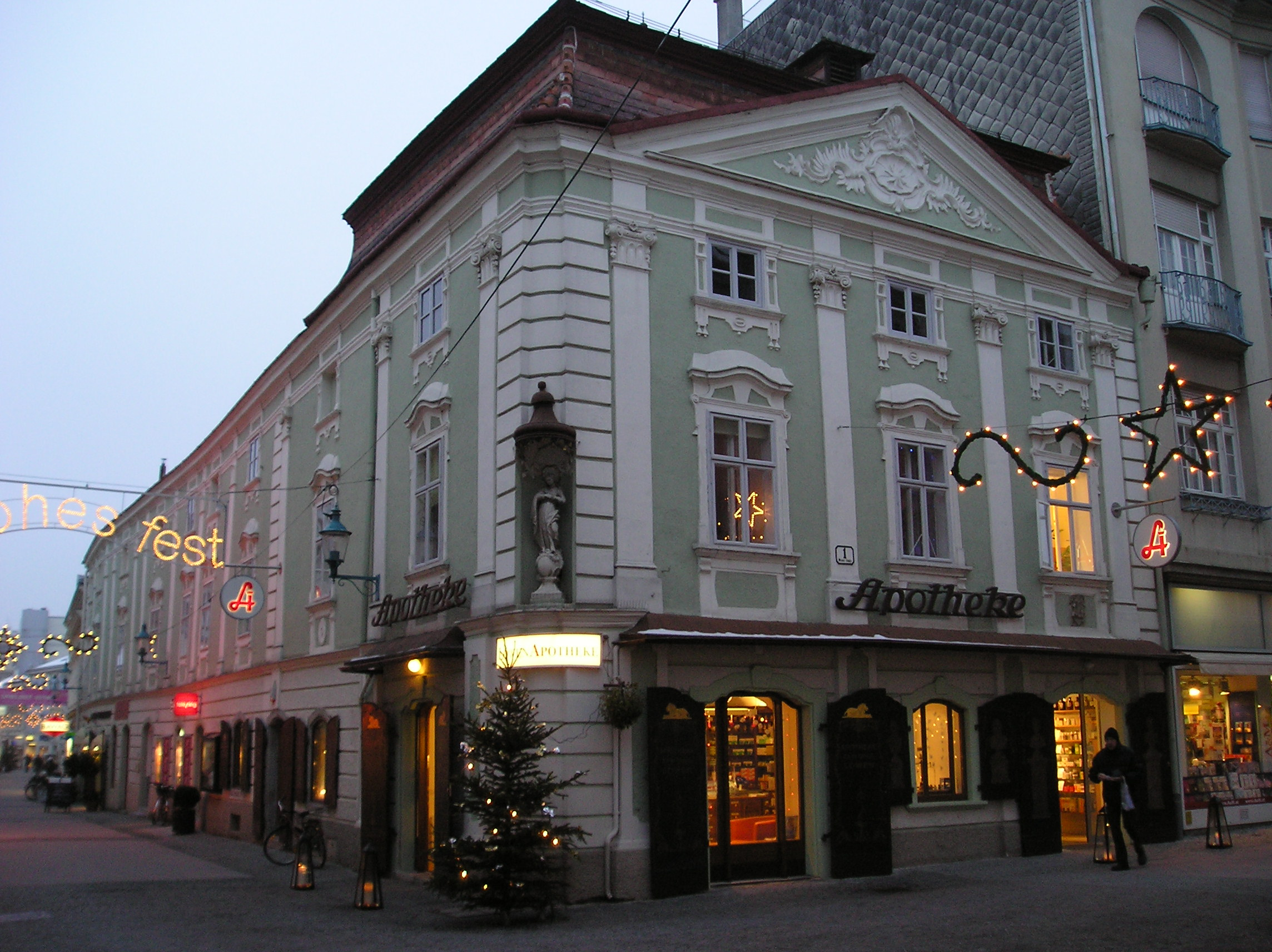
Außenansicht

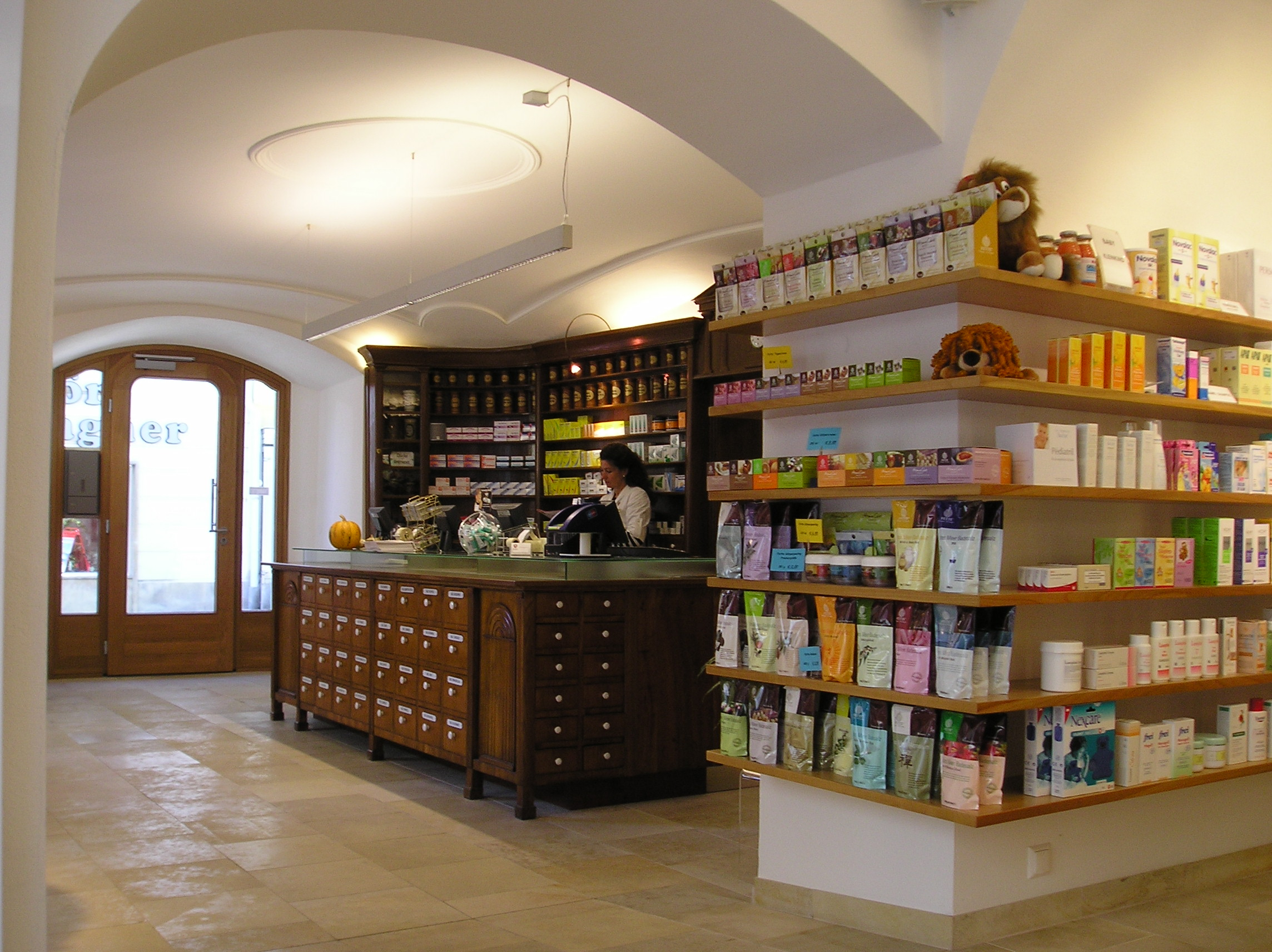
Innenansicht

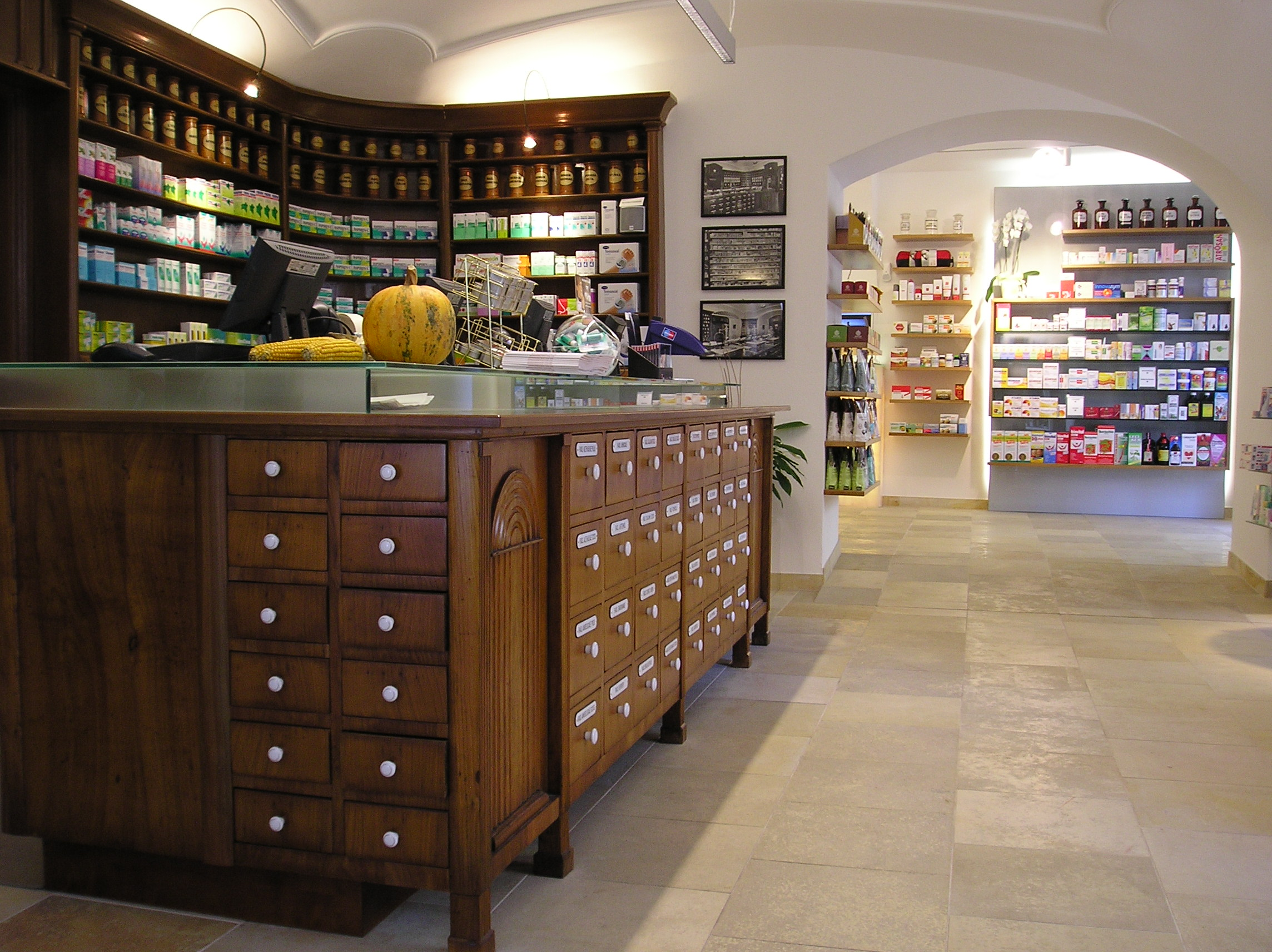
Innenansicht

Die Apotheke Zum Goldenen Löwen (auch Hassack-Apotheke nach August Hassack) wurde 1545 erstmals erwähnt und ist damit die älteste Apotheke und das älteste bestehende Geschäft von St. Pölten. Bei ihrer Gründung war sie eine Landschafts-Apotheke. Im Gegensatz zu anderen führt sie diese Bezeichnung heute aber nicht mehr.

## Baubeschreibung
Das Gebäude, das im Kern auf das frühe 16. Jahrhundert zurückgeht, wurde auf einer lang gestreckten, schmalen Parzelle errichtet. Joseph Munggenast gestaltete die barocke Fassade dieses Hauses, das über ein prägnantes Mansardwalmdach am vorderen Trakt verfügt. Dieses ist unterbrochen durch kleine Gaupen und schließt an ein Satteldach an.
Die Fassade wird rhythmisch gegliedert durch Pilaster mit Kompositkapitellen über einem gebänderten Erdgeschoß. Im Bereich des Daches befindet sich ein Blendgeschoß. Genutete Wandvorlagen akzentuieren die Randachsen. Die Fassaden in der Wienerstraße und der Kremsergasse werden durch ein abgerundetes Verbindungsstück mit genuteten Vorlagen wie ein Scharnier zusammengehalten. Die barocke „Madonna mit der Sternenkrone“ (Das Original steht in einer Fensternische im großen Ausstellungsraum des Stadtmuseums) mit ihrem Baldachin betont besonders diese prägnante, volkstümlich als „scharfes Eck“, bezeichnete Kante des Gebäudes.
Die Hauptfassade in der Kremsergasse schmückt ein Stuckornament im Frontgiebel. Im östlichen Parapetfeld der Beletage der Wienerstraße befindet sich das Sandsteinwappen des Apotheker Joseph Königsdorffer von 1609. Es zeigt einen gepanzerten Arm mit einer Axt. Die genaue Bedeutung ist nicht geklärt, es wird jedoch in Zusammenhang mit der hohen Gerichtsbarkeit gesehen.

## Innen
Die Verkaufsräume der Apotheke gliedern sich in zwei, nach dem Umbau 2005 durch eine großzügige Wandöffnung verbundene Teile.
Der Hauptraum im Eckbereich des Hauses wird charakterisiert durch ein flaches Kappengewölbe und eine spätbiedermeierliche Einrichtung. Die Wandverbauten verfügen im unteren Teil über ein durchgehendes Ladenelement. Die Sichtseite der insgesamt 130 Laden besteht aus Ahornholz. Das Verkaufspult mit seinen 96 Laden ist aus Kirschholz gefertigt.
Durch einen neu geschaffenen Durchgang gelangt man in den weiteren, als Verkaufsraum adaptierten Teil des Gebäudes, der ursprünglich als Hofzufahrt des Hauses diente und über ein Tonnengewölbe verfügt. Auch hier befindet sich ein antikes Ladenelement mit 30 kleinen Schubladen. Die restliche Möblierung wurde neu hergestellt und gliedert sich in das Gesamtensemble ein. Als Bodenbelag wurde Solnhofener Kalkstein gewählt, der auch im hinteren Teil der Apotheke noch original erhalten ist. Durch die Planung und Gestaltung der Architektin Monika Gentzsch wurden die Gebäudesprünge barrierefrei umgestaltet.

## Kräuterapotheke
Die Apotheke zum goldenen Löwen hat eine lange Tradition als Kräuterapotheke. Diverse alte Rezepturbücher und wertvolle Schriften zeugen davon.
Im Dachgeschoß des Hauses befinden sich eine denkmalgeschützte Teekammer sowie antike Vorrichtungen zur Trocknung und Verarbeitung von Heilpflanzen.
Auch in der heutigen Apotheke nehmen die Kräuter eine wichtige Stellung ein. Über 300 unterschiedliche Drogen, auch aus der traditionellen chinesischen Medizin, als Grundlage von vielen Rezepturen, sind ständig vorrätig.
Darüber hinaus wird ein kleiner Teil der Heilkräuter in einem Arzneipflanzengarten entlang der Fassade der Apotheke anschaulich präsentiert. Die liebevoll beschilderte Anlage besteht seit 1999 und ist ein viel beachteter Bestandteil von Stadtspaziergängen geworden. Sie soll das traditionelle Wissen um Pflanzen und deren medizinische Wirkung vermitteln.